# سابين تيموتيو
سابين تيموتيو (بالإنجليزية: Sabine Timoteo)‏ (و. 1975 – م) هي ممثلة من سويسرا. ولدت في برن.

## وصلات خارجية
- سابين تيموتيو على موقع IMDb (الإنجليزية)
- سابين تيموتيو على موقع مونزينجر (الألمانية)
- سابين تيموتيو على موقع قاعدة بيانات الأفلام العربية
- سابين تيموتيو على موقع ألو سيني (الفرنسية)
- سابين تيموتيو على موقع أول موفي (الإنجليزية)
- سابين تيموتيو على موقع قاعدة بيانات الأفلام السويدية (السويدية)
- سابين تيموتيو على موقع قاعدة بيانات الفيلم (الإنجليزية)
- سابين تيموتيو على موقع كينوبويسك (الروسية)